# Soares da Costa
Soares da Costa (Sociedade de Construções Soares da Costa S.A.). Die Grupo Soares da Costa ist die drittgrößte Baugesellschaft im Bereich Hoch- und Tiefbau in Portugal und im europäischen Ranking auf Platz 86.
Das Unternehmen wurde im Jahre 1918 von José Soares da Costa in Porto mit zehn Arbeitern gegründet. Neunzig Jahre nach seinem Beginn widmet sich Soares da Costa außer dem Bau einer Reihe von verwandten Bereichen, wie Konzessionen, Industrie und Immobilien. Die Präsenz in internationalen Märkten, wie den Vereinigten Staaten und Angola, ist eines der Markenzeichen der Gruppe. Die Gruppe beschäftigt derzeit etwa 5 000 Mitarbeiter. Das Unternehmen ist im Euronext an der Börse Lissabon gelistet.
Das Ende als Familienunternehmen kam mit der Neuausrichtung als Aktiengesellschaft im Jahr 1968, im Jahr 1986 folgte der Gang an die Börse von Lissabon und Porto. Heute ist die Grupo Soares da Costa einer der globalen Top 100 Unternehmen in der Baubranche. Große Bauprojekte in den letzten Jahren waren der Flughafen Macau oder das Light Rail System der Metro von Porto. 
Soares da Costa macht ca. 53 Prozent seines Umsatzes im Ausland, behauptet eine ständige Präsenz in Florida (USA), Angola, Mosambik, Rumänien, Israel und Irland, sowie gelegentliche Aktivitäten in einigen anderen Ländern. Hauptstandbein für Soares da Costa ist gegenwärtig der boomende Bausektor in Angola, gefolgt von  Mosambik. Zukünftig will jedoch das Unternehmen mit Beteiligungen an kleineren Bauunternehmen in Brasilien den erwarteten Rückgang im portugiesischen Baugewerbe ausbalancieren.
Starke technische Fertigkeiten und Orientierung auf internationalen Märkten, sowie hoch qualifiziertes Personal, waren der Schlüssel zum Erfolg der Gruppe.

## Belege
- Webseite (pt)
- Geschäftsbericht 2009
- Artikel des Económico, 2010 (pt)